# یواس‌اس راشمور (ال‌اس‌دی-۱۴)
یواس‌اس راشمور (ال‌اس‌دی-۱۴) (به انگلیسی: USS Rushmore (LSD-14)) یک کشتی بود که طول آن 457 ft 9 in (139.5 m) overall بود. این کشتی در سال ۱۹۴۴ ساخته شد.